# Улица Змея из Боснии
Улица Змея из Боснии (босн. Ulica  Zmaja od Bosne) — центральная улица города Сараева, названная в честь Хусейна Градашчевича. Соединяющая культурный и исторический центр города с его индустриальной частью улица получила широкую известность в мировой прессе как «Аллея снайперов» (босн. Snajperska aleja, англ. Sniper Alley) во время осады Сараева боснийскими сербами.

## «Аллея снайперов»
Возвышенности вокруг города и высотные здания вдоль самой улицы создавали выгодные условия для ведения снайперского огня. Для более безопасного передвижения по улице местные жители были вынуждены использовать бронированный транспорт миротворцев ООН в качестве прикрытия. Люди, пытавшиеся передвигаться перебежками, но без защиты, часто становились жертвами снайперов. Всего от снайперского огня по улице было убито 225 человек, большую часть из которых составили гражданские лица. Ещё 1030 человек получили ранения. Антиснайперские команды из числа миротворцев ООН предпринимали попытки выявлять и уничтожать снайперов. Также со снайперами пытались бороться их же методами и местные жители, но угроза стать жертвой обстрела осаждающих существовала вплоть до конца войны. Французские миротворцы утверждали, что снайперский огонь по мирным жителям вели не только сербы, но и боснийские солдаты.
Позднее «Аллея снайперов» приобрела привлекательность для туристов как один из наиболее известных символов боснийской войны. В 2011 году, в годовщину начала войны, администрация Сараева выставила на улице рядами красные стулья общим количеством в 11541 штуку в память о местных жителях, погибших в ходе осады города.

### В культуре
Сцены обстрела мирных жителей снайперами на улице в ходе военного конфликта в Боснии присутствуют в художественных фильмах «Миротворец», «Добро пожаловать в Сараево» и «В краю крови и мёда». Также «Аллея снайперов» присутствует в качестве локации в компьютерной игре «This War of Mine».

## Галерея

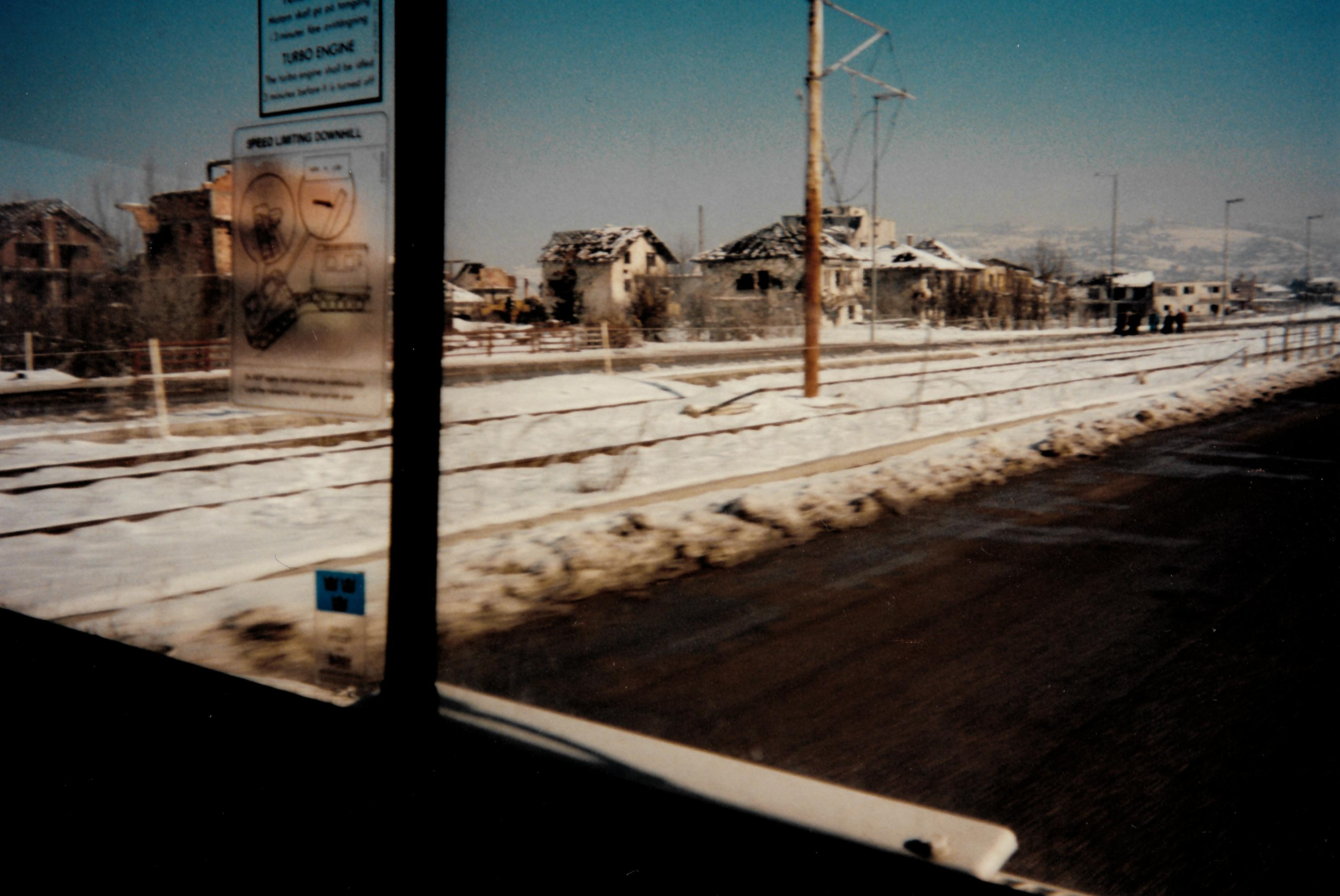
«Аллея снайперов» в 1996 году.
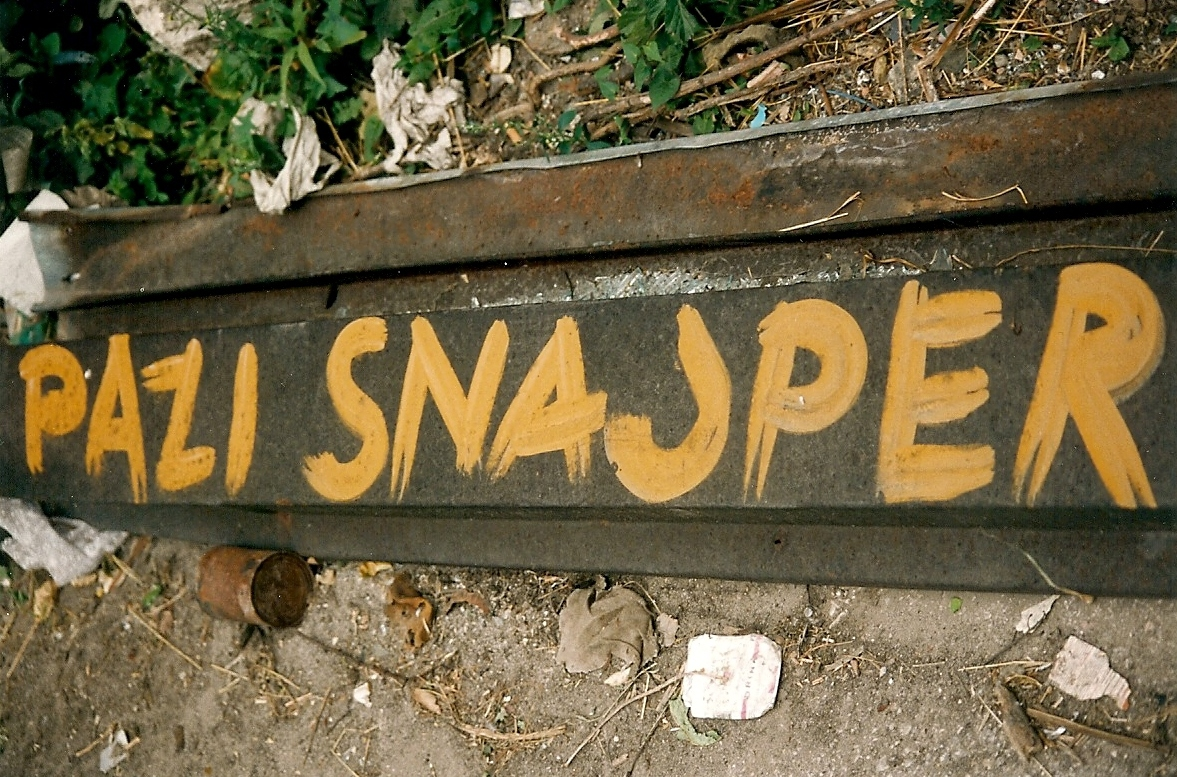
Знак с надписью на боснийском «Осторожно, снайпер».
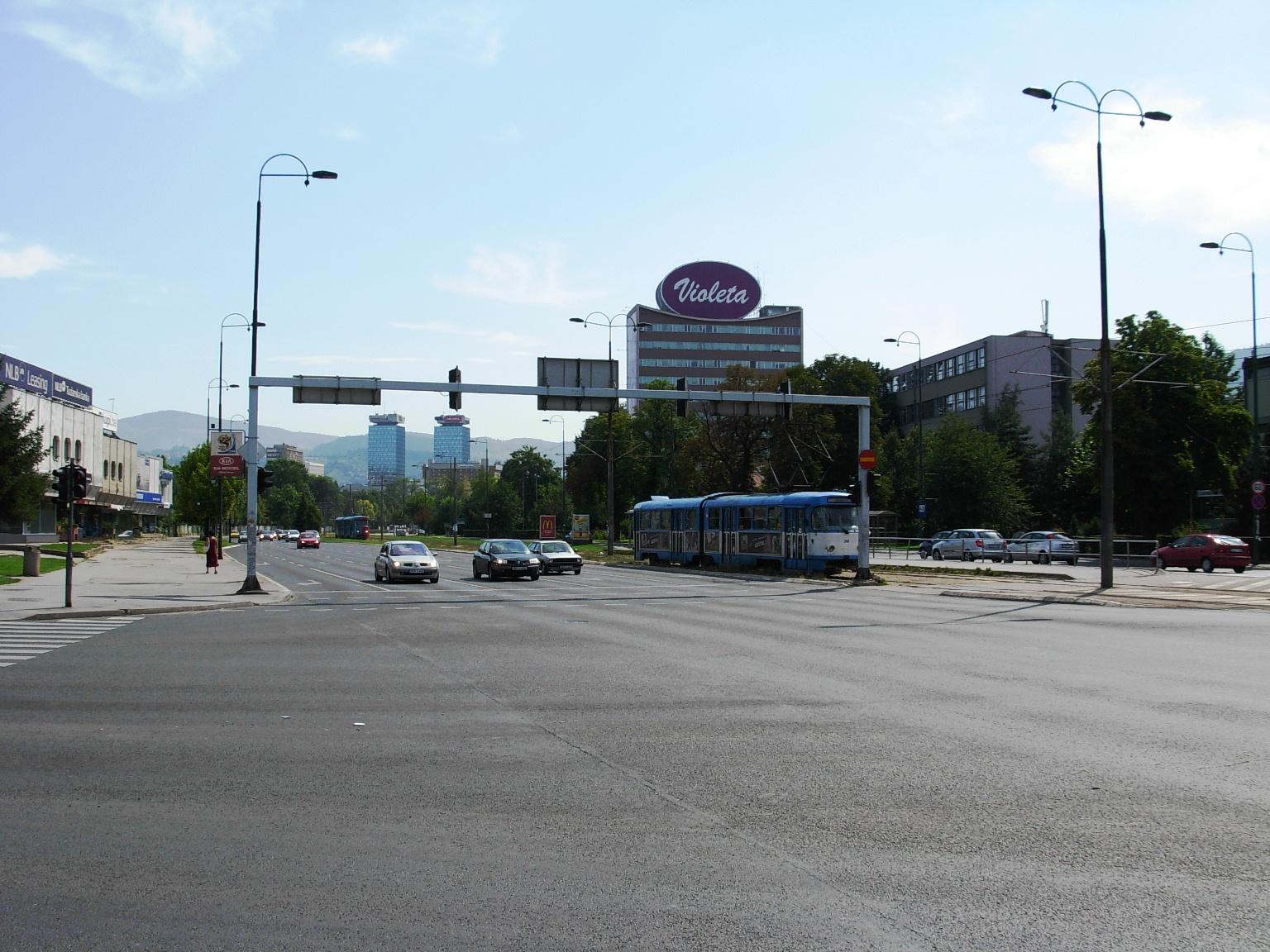
Улица Дракона из Боснии в 2011 году.